# Station Levenshulme
Levenshulme is een spoorwegstation van National Rail in Levenshulme, Manchester in Engeland. Het station is eigendom van Network Rail en wordt beheerd door Northern Rail. 